# Sfærisk aberration
Sfærisk aberration er en fænomen som gør, at sfæriske linser aldrig kan fokusere lyset helt perfekt. Den sfæriske aberration er mest udtalt i linser med kort brændvidde (eller fokallængde).
Til højre ses strålegangen i en linse med kort brændvidde: De parallelle lysstråler der kommer ind fra venstre, »fokuseres« i en række forskellige afstande til højre for linsen – der er ikke noget entydigt sted som alle stråler fokuseres imod.
I billeddannende optiske apparater som f.eks. kikkerter og mikroskoper må der således træffes foranstaltninger imod den sfæriske aberration i apparatets linser. I modsat fald vil lyse objekter i udkanten af billedfeltet ikke blive fokuseret korrekt, men »tværes« lidt ud så de ses med noget der ligner en komethale ("koma").